# Zosteraeschna minuscula
Espèce
Statut de conservation UICN

 LC  : Préoccupation mineure
Zosteraeschna minuscula fait partie de la famille des Aeshnidae appartenant au sous-ordre des anisoptères dans l'ordre des odonates .

## Caractéristiques
Cette libellule mesure 59-62 mm de long et possède une envergure 76-83 mm . Le thorax est brun avec des bandes vertes et l'abdomen est également brun mais avec des bandes longitudinales bleues.  Cette espèce est similaire à Pinheyschna subpupilata et Zosteraeschna ellioti.

## Répartition
Cette espèce est endémique du sud de l'Afrique. Elle se retrouve en Afrique du Sud et en Namibie. Les populations d'Afrique du Sud sont stables et semblent même bénéficier de l'impact humain .
Le constat est inverse en Namibie. Les populations sont en déclin et l'espèce pourrait être susceptible d'être menacée. Zosteraeschna minuscula se retrouve uniquement dans le parc national de Namib-Naukluft.

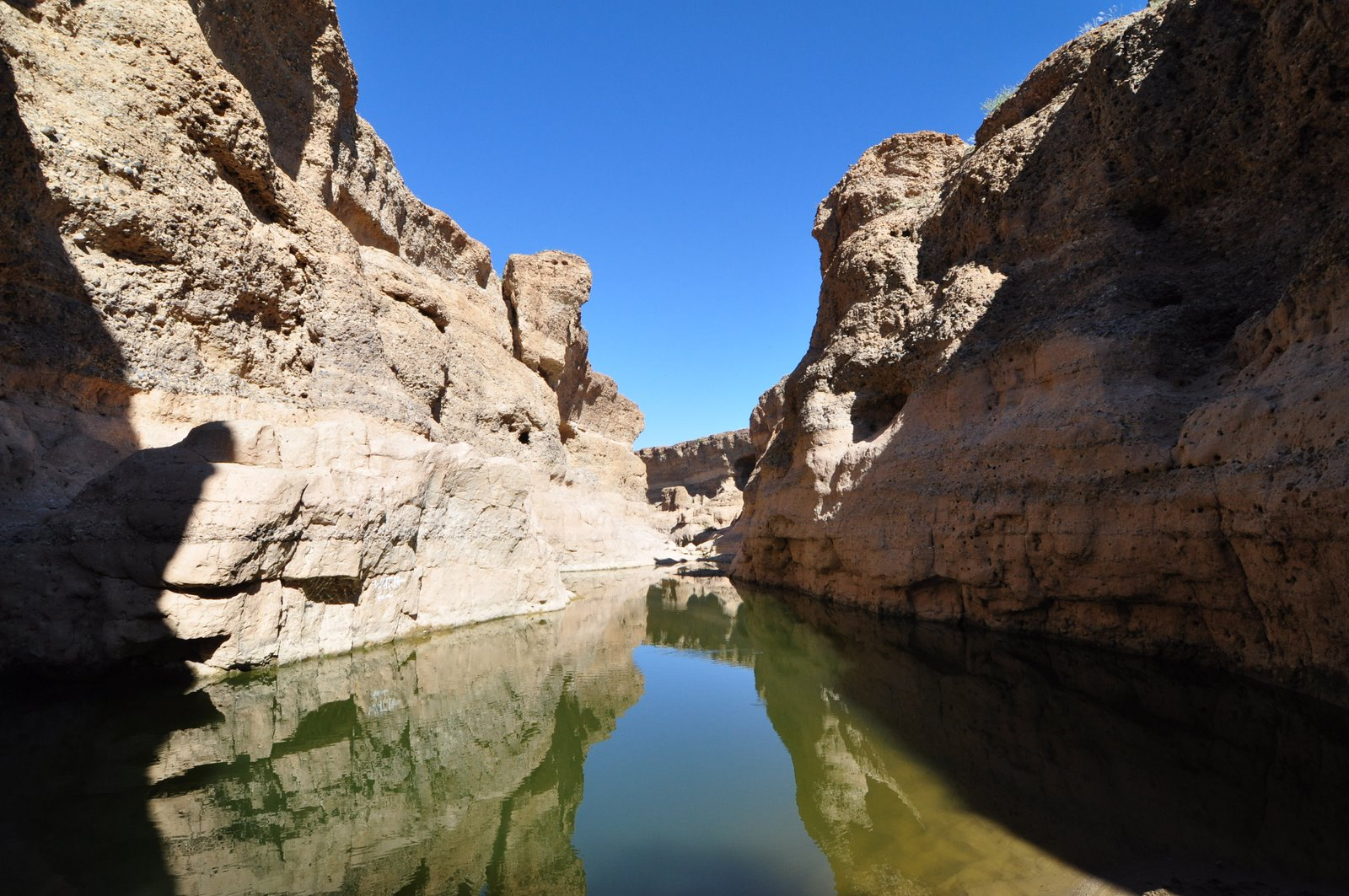
Parc national de Namib-Naukluft.

## Habitat
L'espèce se reproduit dans les petits ruisseaux montagneux avec bassins. En Afrique du Sud, la construction de barrages sur les petits cours d'eau semble profiter à l'espèce .